# کوتلی لوهاران شرقی
کوتلی لوهاران شرقی (به انگلیسی: Kotli Loharan East) یک منطقهٔ مسکونی در پاکستان است که در پنجاب واقع شده‌است.